# Nootka
Nootka je svobodný a otevřený hudební vzdělávací program pro operační systémy Linux, macOS, Windows a Android. Je to aplikace na učení se klasickému notovému zápisu, k nácviku hraní podle not. Pomáhá porozumět základním pravidlům čtení a zápisu not a s rozvojem dovedností hry na hudební nástroj a zpěvu z not. Uživatel se dívá na noty, hraje je, Nootka poslouchá jeho hru, kontroluje ji a ukazuje, zda hráč na hudební nástroj noty zahrál dobře. Ve zkušebním režimu si uživatel může vyzkoušet svůj sluch zadáním noty po zaznění určitého tónu, jeho zazpíváním, nebo zahráním dané noty do mikrofonu. Vše se děje ve skutečném čase. Ovládání programu je vysvětleno v příručce na internetové stránce Nootky.

## Vlastnosti
- interaktivní rozhraní k objevování pravidel zápisu not
- cvičení s možností vytváření vlastních
- přesný způsob odhalení zazpívaných a zahraných zvuků a melodií
- přirozený zvuk kytar
- klíče (houslový, basový a další) a velká notová osnova
- rozbor výsledků
- různé druhy kytar a jejich ladění[1]

Nootka je určena pro:
- kytaristy (práce na jejím vývoji byla zahájena kvůli nim) – pro začátečníky a pro pokročilejší
- pro všechny, kteří chtějí rozvíjet svoji dovednost hry na hudební nástroj a zpěv
- pro všechny k rozvíjení hudebního sluchu
- pro učitele na podporu pokroku ve hře u jejich žáků
- pro rodiče těchto žáků na pomoc jejich dětem
- na cvičení hudebního sluchu – procvičování hudebních diktátů: zápis Nootkou přehrávaných not[1]

Je to program zaměřený na ty, kteří si chtějí procvičovat své herní dovednosti, nebo na ty, kteří se jen chtějí naučit hrát na kytaru. Byl vytvořen zvláště pro kytaristy, je ale užitečný všem hudebníkům. Dovoluje přizpůsobení podle potřeb uživatele, např. výběr mezi různými kytarovými laděními, výběr jiného nástroje, upravení četnosti not, transpozici, volbu klíče nebo zápis ve velké notové osnově, styl názvů not, a další.

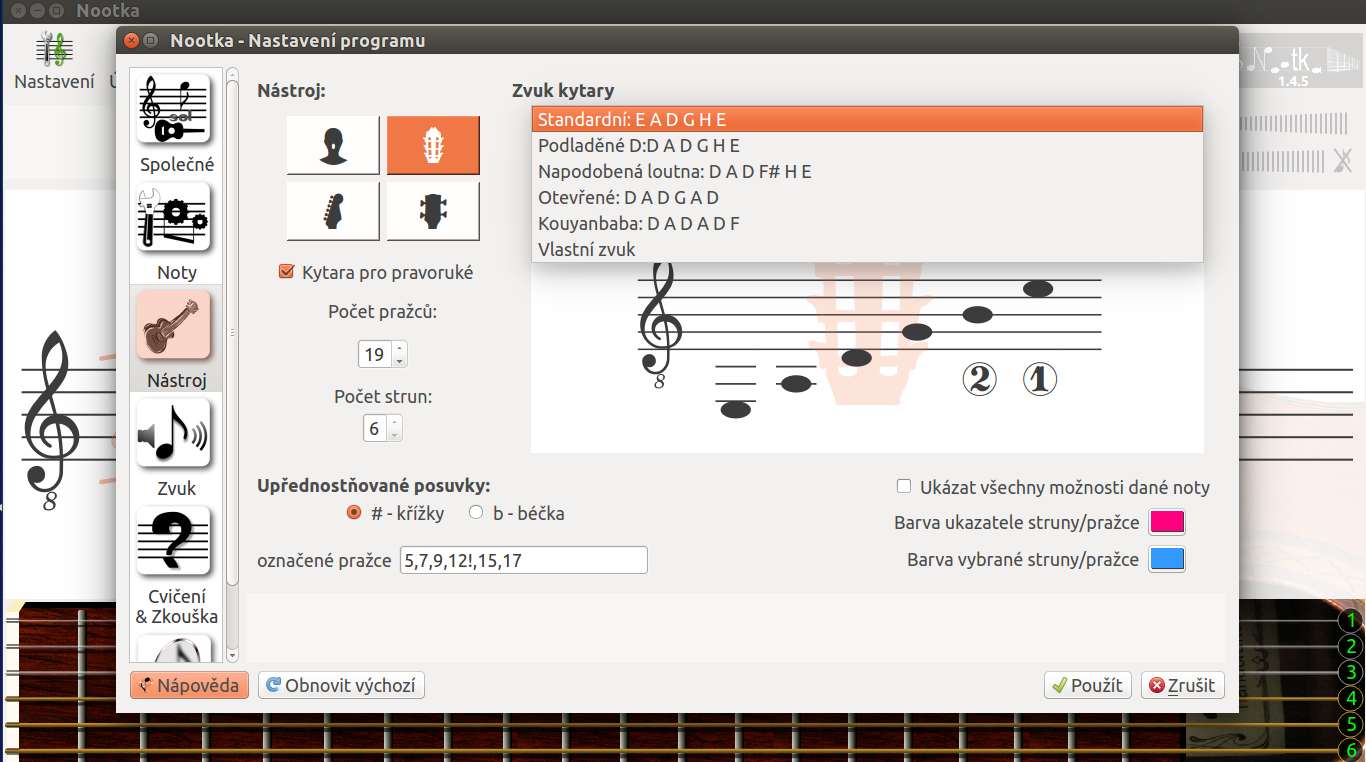
Nastavení
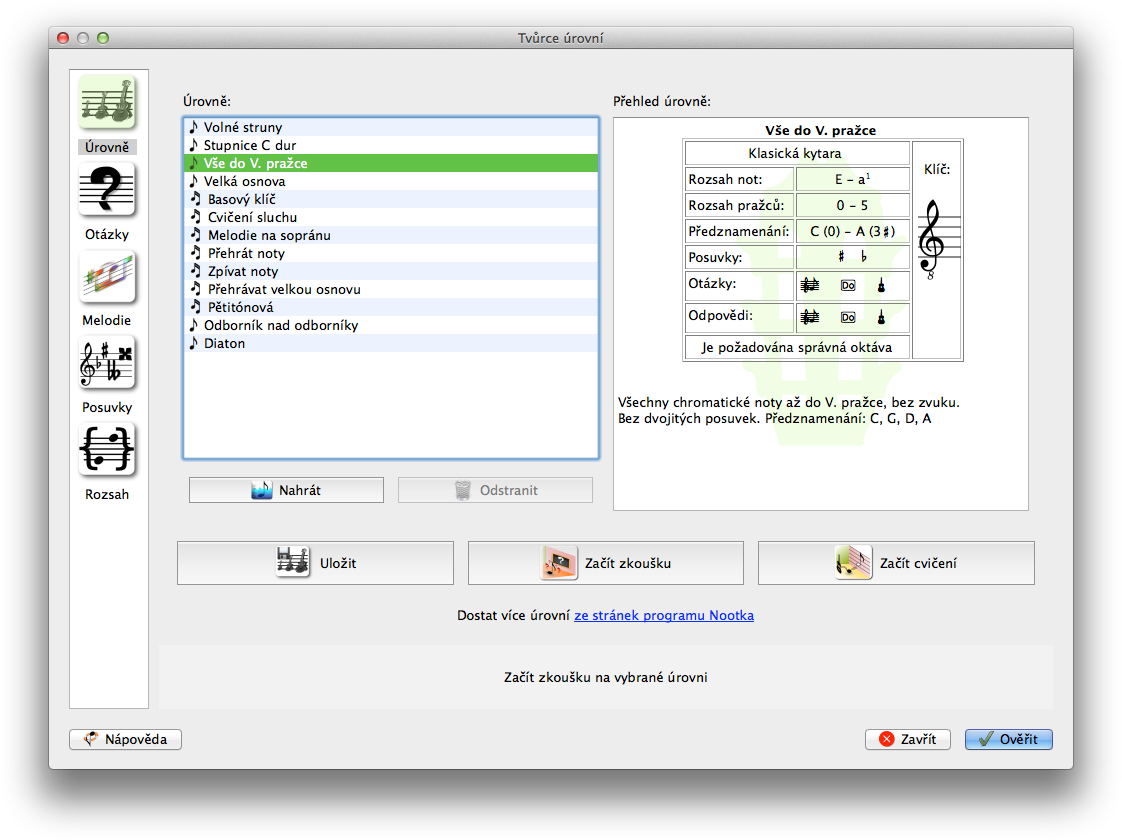
Tvůrce úrovní
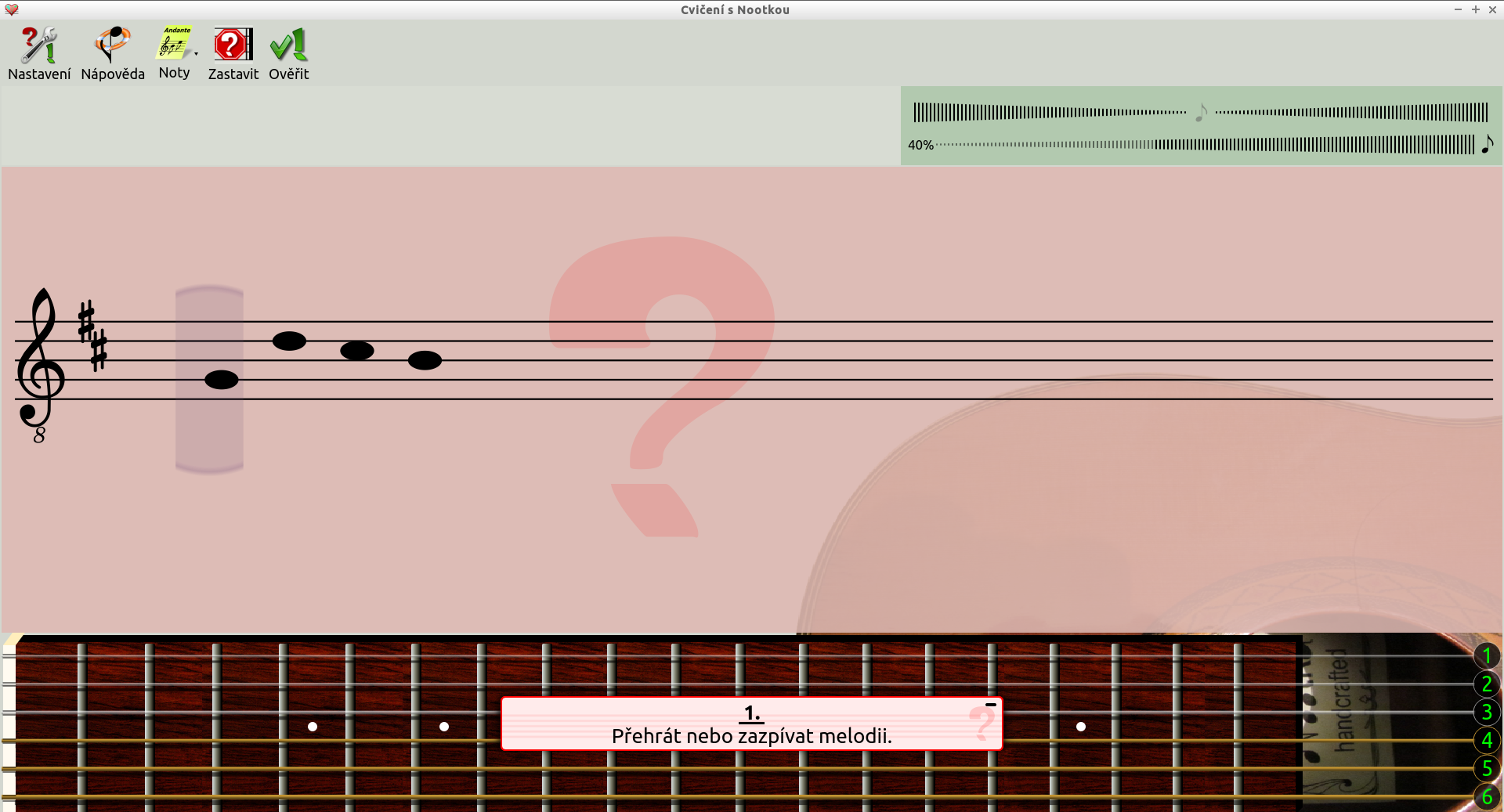
Cvičení
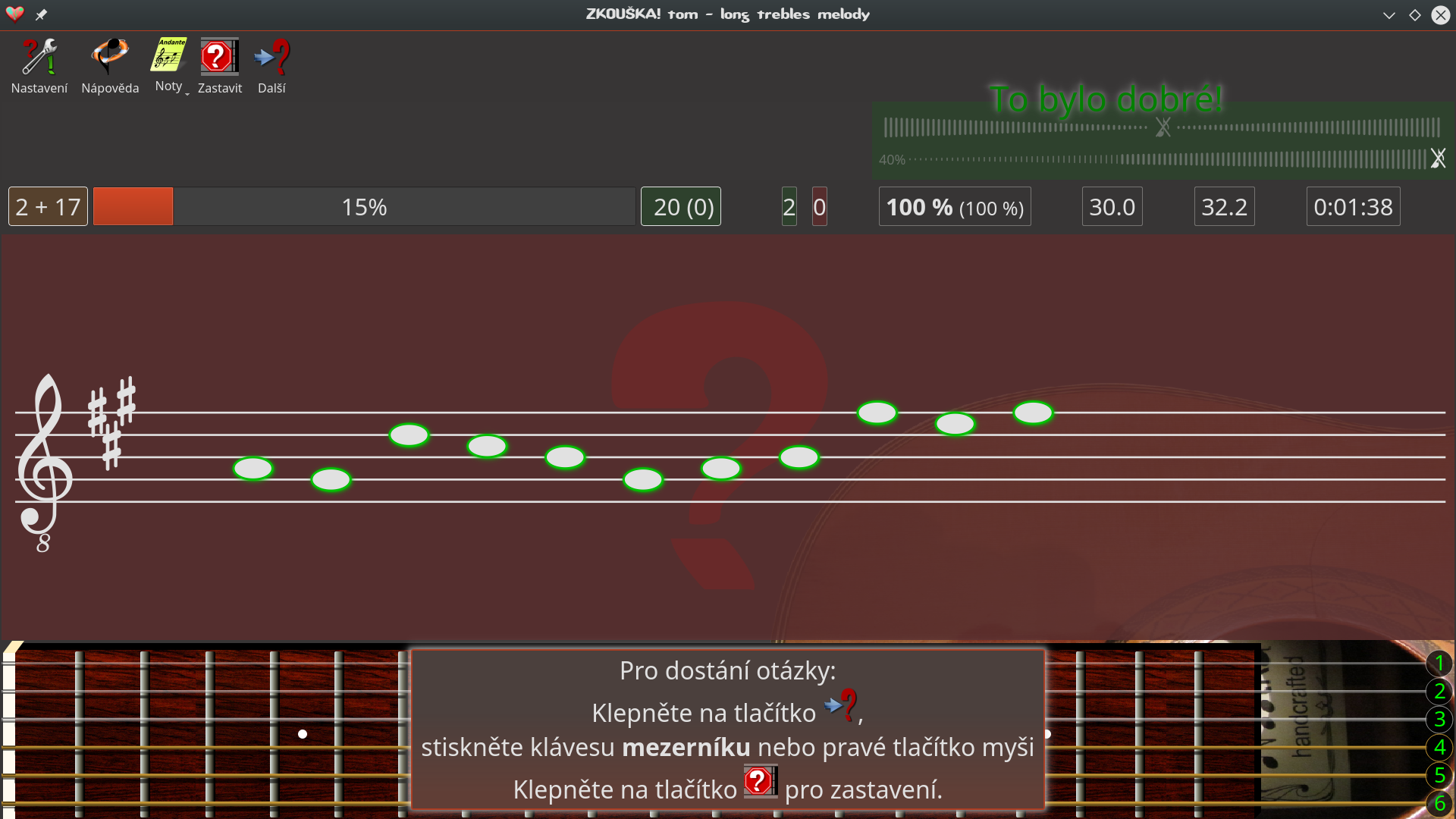
Zkoušení
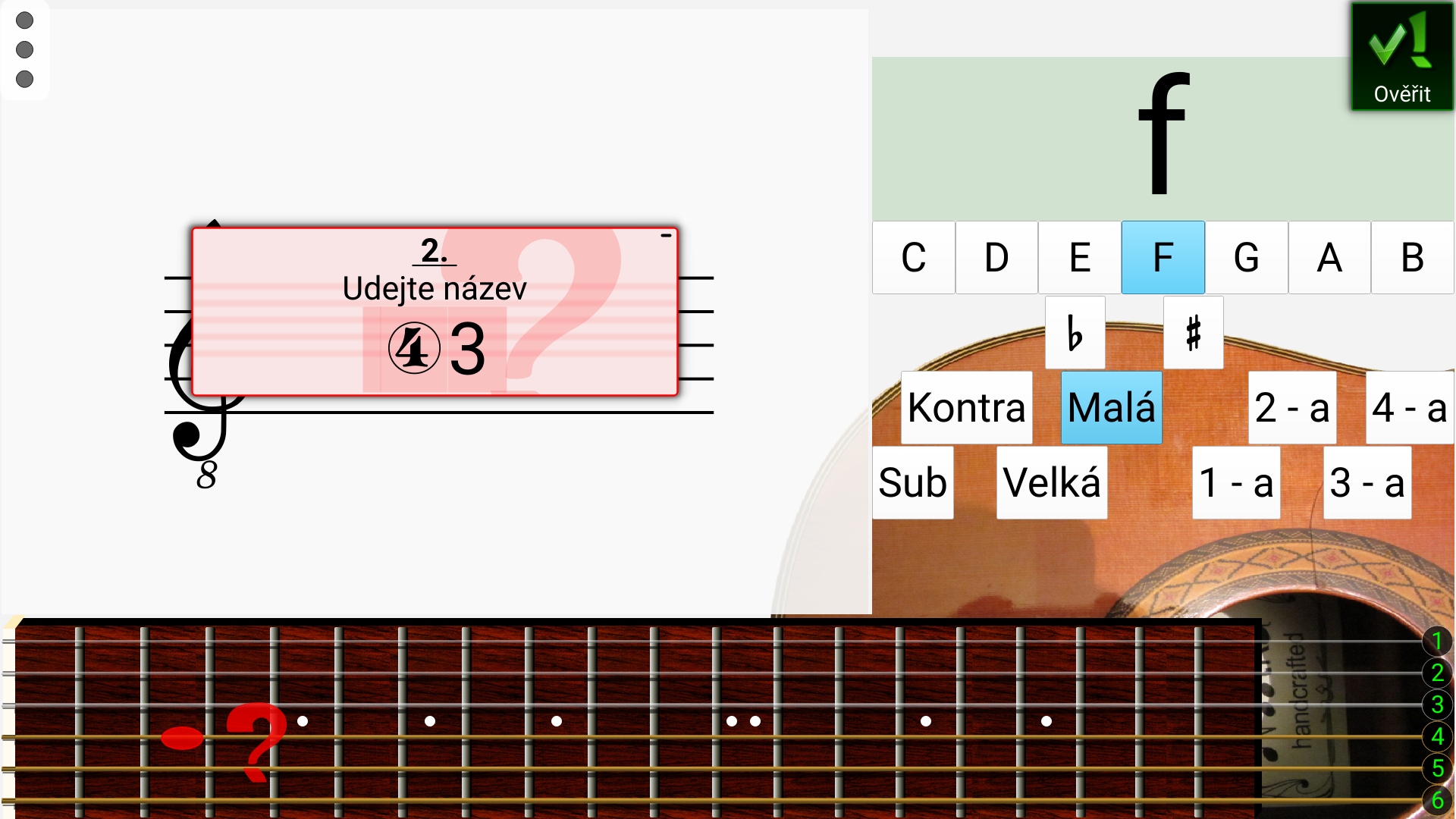
Nootka pro OS Android

## Uživatelské rozhraní
Rozhraní je jednoduché a čisté. Tvoří je několik tlačítek, panel, ve kterém se zobrazují noty hrané v notovém zápisu, a také interaktivní hmatník kytary.
S Nootkou mohou pracovat všechny typy uživatelů, protože v každém okně je spousta vysvětlení, uživatelské rozhraní je intuitivní a je přítomno několik průvodců, které lze výhodně použít k nastavení různých parametrů.
Rozhraní pomáhá s objevováním toho, jak notové zápisy fungují. Program zahrnuje algoritmus k přesnému zjištění výšky tónu, který dokáže zachytit zvuky z jakéhokoli mikrofonu nebo webové kamery, a zobrazit je v notovém zápisu. Základní poslání Nootky je však ve cvičeních a zkoušení.

## Volba nástroje a zobrazení přehrávaných not
Druh kytary, na niž se má hrát, se dá zvolit snadno (klasická, elektrická nebo basová). S pomocí shora zmíněného obrázku interaktivního kytarového hmatníku se dá na kytaru hrát lehce ve skutečném čase. Program zobrazí zahranou notu v notovém zápisu.

## Zkoušení a zobrazení souvisejících statistik
Lze začít dělat několik druhů začleněných cvičení s různou úrovní obtížnosti, a rovněž se pokusit o složení do programu zabudovaných zkoušek. Je také možné vytvořit vlastní úrovně a uložit si je.
Program položí otázku, což může být: jedna nota nebo celá melodie z notového zápisu, poloha na kytaře, zahraná melodie, nebo jen název noty. Nato uživatel zadá svoji odpověď. Je možné hrát na skutečný nástroj, zapsat noty melodie, která byla zaslechnuta, nebo jednoduše zadat název noty. Nootka má mnoho vestavěných úrovní obtížnosti, dají se vytvořit další. Může je pro své žáky připravit učitel.
Při cvičení s Nootkou se program může chovat jako vlídný učitel. Bude ukazovat nápovědy nebo opravené odpovědi, když žák udělá chybu. Ale při zkoušení se Nootka chová jako přísný učitel "ze staré školy". Chyby jsou trestány trestnými otázkami a vše se odehrává bez nápovědy. Po tom všem však Nootka vydá osvědčení o složení zkoušky. Zkoušky lze ukládat do souborů a provádět jejich rozbor, takže žáci a učitelé uvidí slabé stránky.
Statistiky týkající se výsledků zkoušek se dají vyvolat v samostatném oknu, s obrazovým znázorněním vývoje hráče, takže lze jasně vidět, jak si poradil až do určitého bodu v čase. Položky v rozboru je možné řadit podle chybovosti, typu otázky, posuvek, předznamenání, výšky tónu not a čísla otázky.